# Vejhøvl
Vejhøvl er et redskab til afretning og reparation af grusveje.
De første vejhøvle skulle trækkes af heste eller en traktor. Den første selvkørende vejhøvl blev fremstillet i 1920 i USA af Russell Grader Manufacturing Company, som blev erhvervet af Caterpillar i 1928. Kort efter fik vejhøvlen sit moderne udseende. Munktells i Eskilstuna fremstillede sin første motordrevne vejhøvle i 1924, noget der fortsatte gennem navneændringerne til Bolinder-Munktell, Volvo BM og Volvo CE. Så tidligt som i 1930'erne udførte vejhøvl også vintertjeneste inden for snerydning.